# Hét nước họng hung
Cinclus schulzi là một loài chim trong họ Cinclidae.